# Live at the Half Note: One Down, One Up
| Recensione       | Giudizio |
| ---------------- | -------- |
| AllMusic         | [ 1 ]    |
| Robert Christgau | A–       |

 Live at the Half Note: One Down, One Up è un album live del musicista jazz John Coltrane contenente materiale registrato dal vivo nel 1965, e pubblicato postumo nel 2005 dalla Impulse! Records.

## Tracce
CD 1
1. Introduction and Announcements – 1:36
2. One Down, One Up – 27:39
3. Announcement – 0:51
4. Afro Blue – 12:44

CD 2
1. Introduction and Announcements – 0:43
2. Song of Praise – 19:38
3. Announcements – 0:43
4. My Favorite Things – 22:37

## Formazione
- John Coltrane – sax tenore/sax soprano
- Jimmy Garrison – contrabbasso
- Elvin Jones – batteria
- McCoy Tyner – pianoforte